# Tacjana z Rzymu

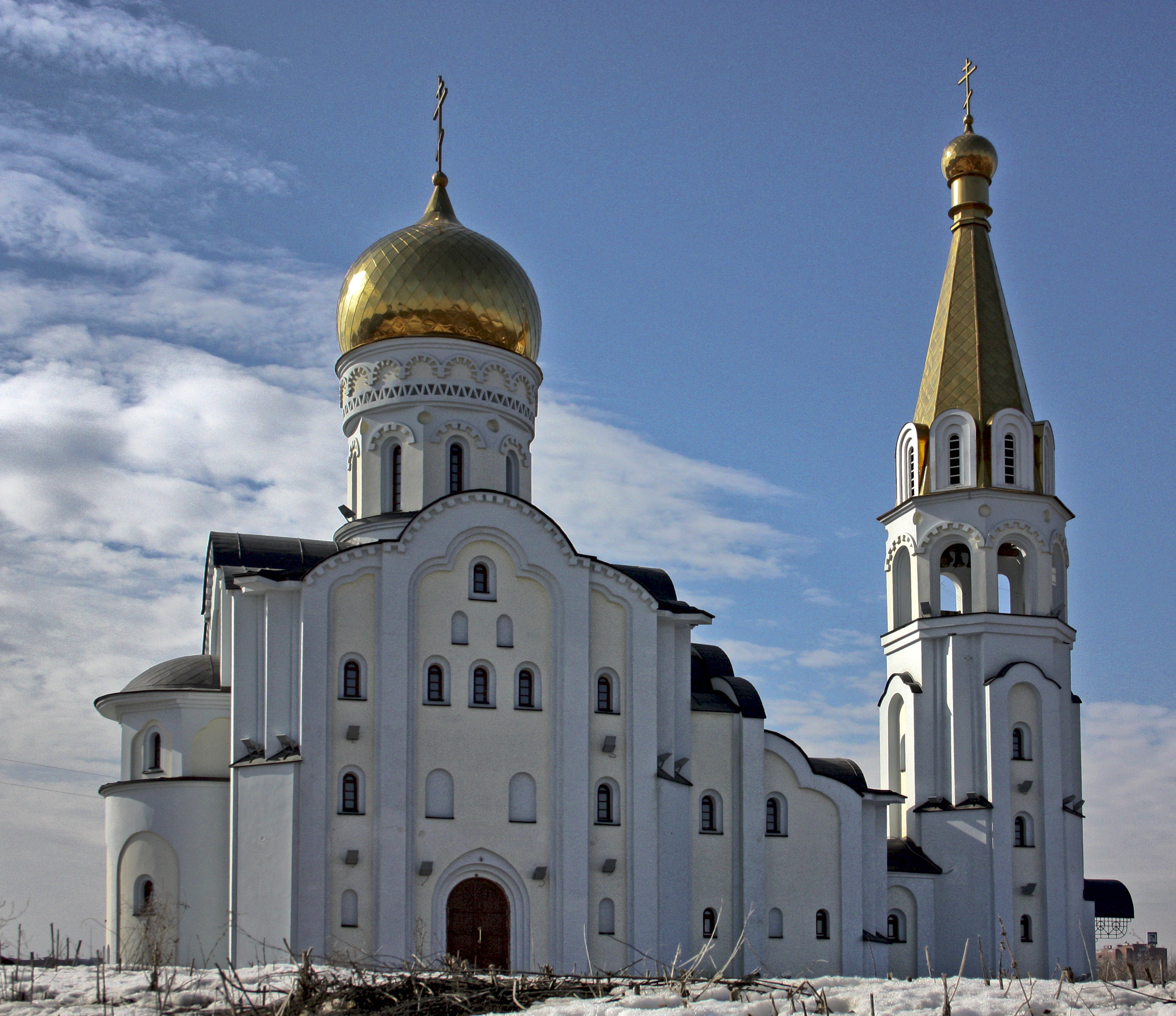
Cerkiew męczennicy Tacjany w Samarze.

Tacjana z Rzymu, również Tatiana Rzymska (cs. Святая мученица Татиана Римская; ur. ok. 200 w Rzymie, zm. ok. 222–235 tamże) – diakonisa, święta i męczennica wczesnochrześcijańska; uznają ją Apostolski Kościół Ormiański, Cerkiew prawosławna, Kościół katolicki oraz Syryjski Kościół Ortodoksyjny.

## Żywot
Najstarsze wzmianki o św. Tacjanie, pochodzące z 2. połowy VII w., ujęte zostały w Gesta regum Anglorum przez Williama z Malmesbury. Żywot świętej spisany w VII wieku jest niemal identyczny z żywotami św. Martyny (której autentyczność budzi poważne wątpliwości) oraz św. Pryski i według bollandystów jest kopią tychże, zaś według hipotezy Franchiego de Cavalieri postać Tacjany Rzymskiej jest identyczna z Tacjaną z Amasei wspominaną 18 sierpnia .
Tacjana urodziła się w rzymskiej rodzinie. Jej ojciec, potajemny chrześcijanin, konsul, wychowywał ją w miłości do Boga i Kościoła. Służyła w świątyni jako diakonisa.
Według legendy, gdy prześladowano chrześcijan i zmuszano ich do oddawania czci rzymskim bogom, podczas jednego z chrześcijańskich nabożeństw Tatianę (wraz z ojcem) pojmano i zaprowadzono do świątyni Apolla, aby złożyła ofiarę. Gdy święta pomodliła się na miejscu za oprawców, nastąpiło trzęsienie ziemi i bożek rozpadł się na części. Tacjanę poddano więc torturom: bito ją, wyłupiono oczy, ale jej rany bardzo szybko goiły się. Wypuszczony z cyrku lew, mający rozszarpać Tacjanę, nie zrobił jej krzywdy, a ogień, do którego została wrzucona, nie spowodował oparzeń ani śmierci.
Około 225–228 (źródła podają różne daty, miałoby to być za panowania Aleksandra Sewera), Tacjana została ścięta mieczem. Jej ojciec również został skazany na śmierć, gdyż nie chciał porzucić wyznawanej przez siebie wiary.

## Kult
Stosunkowo wczesny kult Tacjany został zaświadczony w Rzymie . Poza łacińską wersją jej żywota istniały także wersje greckie i starosłowiańskie. Ten ostatni fakt mógł zdecydować o popularności jej imienia na Rusi .

### Dzień obchodów
Jej wspomnienie liturgiczne w Cerkwi prawosławnej, Kościele greckokatolickim i ormiańskim, z uwagi na liturgię według kalendarza juliańskiego, obchodzone jest 12/25 stycznia, tj. 25 stycznia według gregoriańskiego.
Wyznawcy katolicyzmu, marianie, wspominają świętą 12 stycznia za Martyrologium Rzymskim.

### Ikonografia
W ikonografii święta przedstawiana jest jako kobieta w średnim wieku, w czerwono-lazurowych szatach, z białą chustą na głowie przykrywającą również ramiona, spod której widoczne są długie włosy. W prawej dłoni trzyma krzyż, lewa złożona jest w modlitewnym geście.
Jej atrybutami są lew i ogolona głowa.

### Patronat
Św. Tatiana patronuje rosyjskim studentom, świętującym Dzień Tatiany.